# Ветошніков Георгій Олександрович
Георгій Олександрович Ветошніков (1918—1946) — молодший лейтенант Радянської Армії, учасник Другої світової війни, Герой Радянського Союзу (1944).

## Біографія
Георгій Ветошніков народився 19 квітня 1918 року в Уфі в робітничій сім'ї. Здобув початкову освіту, працював слюсарем на Уфимському заводі друкарських машинок. У 1938 році Ветошніков призваний на службу в Робітничо-селянську Червону армію. Брав участь у боях на озері Хасан і радянсько-фінській війні. Після демобілізації працював шофером в Уфі. У червні 1941 року Ветошніков повторно призваний в армію Благовєщенським районним військовим комісаріатом Башкирської АРСР. До вересня 1943 року молодший лейтенант Георгій Ветошніков командував мостовим взводом 100-го окремого моторизованого понтонно-мостового батальйону 5-ї понтонно-мостової бригади 12-ї армії Південно-Західного фронту. Відзначився під час битви за Дніпро.
В ніч з 25 на 26 вересня 1943 року в районі села Губенське Вільнянського району Запорізької області Української РСР Ветошніков під ворожим вогнем вів свій катер з десантом через Дніпро. Незважаючи на отримане поранення, Ветошніков першим зумів підвести свій катер до західного берега і висадити солдатів. На переправі він врятував потопаючого санінструктора.
Указом Президії Верховної Ради СРСР від 19 березня 1944 року за зразкове виконання бойових завдань командування і проявлені мужність і героїзм у боях з німецькими загарбниками гвардії молодший лейтенант Георгій Ветошніков удостоєний високого звання Героя Радянського Союзу з врученням ордена Леніна і медалі «Золота Зірка» за номером 2716.
Помер 9 березня 1946 року у військовому госпіталі Баку. Там же похований.
Також нагороджений орденом Червоної Зірки за форсування річки Сіверський Донець. В честь Ветошнікова названа вулиця в Уфі, в Баку йому встановлено пам'ятник.